# Þóroddur Oddsson
Þóroddur Oddsson (Thorodur, n. 946) fue un vikingo y bóndi de Breiðabólstaðir, Hjalli í Ölfusi, Árnessýsla en Islandia. Era hijo del goði Tongu-Odd. Þóroddur aparece citado en la saga de Hænsna-Þóris, y saga de Laxdœla. Þóroddur se casó con Jófríðr Gunnarsdóttir, hija de Gunnar Hlífarson, uno de los caudillos enfrentados a su padre desde hacía mucho tiempo. Þóroddur pudo acabar con el conflicto entre los viejos enemigos buscando un acuerdo que incluyó la propuesta de matrimonio, posicionándose a favor de Gunnar y forzando a su propio padre a ello.